# Ramshāyeh
Ramshāyeh är en ort i Iran.   Den ligger i provinsen Gilan, i den norra delen av landet, 180 km nordväst om huvudstaden Teheran. Ramshāyeh ligger 344 meter över havet och antalet invånare är 216.
Terrängen runt Ramshāyeh är varierad. Runt Ramshāyeh är det ganska tätbefolkat, med 134 invånare per kvadratkilometer. Närmaste större samhälle är Rūdsar, 12,8 km norr om Ramshāyeh. I omgivningarna runt Ramshāyeh växer i huvudsak blandskog.